# 既視感
既視感（きしかん）は、実際は一度も体験したことがないのに、すでにどこかで体験したことのように感じる現象である。フランス語: "déjà-vu"よりデジャヴュ、フランス語由来の英語 "déjà vu"よりデジャヴ、デジャブ、デジャビュ、デジャビュー、デジャヴー、デジャヴューなどとも呼ばれる。
フランス語の vu （「見る」を意味する動詞 voir の過去分詞）、および、訳語の「視」は、いずれも視覚を意味するものであるが、聴覚、触覚など視覚以外の要素もここでいう「体験」のうちに含まれる。既知感ともいう。
既視感と逆に、見慣れたはずのものが未知のものに感じられることを未視感という。フランス語 "jamais vu"よりジャメヴュ、と呼ぶ。他の表記において、ジャメヴ、ジャメヴュー、ジャメブ、ジャメビュ、ジャメビューなどとも呼ばれる。

## 概要
一般的な既視感は、その体験を「よく知っている」という感覚だけでなく、「確かに見た覚えがあるが、いつ、どこでのことか思い出せない」というような違和感を伴う場合が多い。過去の体験は夢に属するものであると考えられるが、多くの場合、既視感は過去に実際に体験したという確固たる感覚があり、夢や単なる物忘れとは異なる。デジャヴは神経の“通り道”が違ってくることで起こる脳内の情報処理プロセスに起因するものである。
過去の文学作品においても言及が見られ、近年現れ始めた現象ではないことを示している。一般大学生の72%が経験しているという調査結果がある。記憶喪失や夢などのギミックと組み合わせて、物語の伏線として利用されることもある。日本では映画『君の名は』や、夏目漱石のエッセイなどにも描かれている。

### 歴史
déjà vu という語は、超能力研究をしていたフランスの超心理学者エミール・ブワラックがシカゴ大学在学中に執筆した『超心理学の将来』（L'Avenir des sciences psychiques, 1917年）の中で提唱されている。

## 説明の試み
この現象を説明しようとする試みが多数ある。
既視感は、統合失調症の発病初期段階の人や、側頭葉てんかん症状を持つ人に現れることも一部でありはするが、かといって既視感全般を精神疾患に結びつけて説明しようとするのは無理がある。既視感は健全な人に多発することも稀ではなく、健常人が持っている、ごく一般的な感覚である。すでに言及したように、一般大学生の72%が経験しているという調査結果もある。

### フロイト
ジークムント・フロイトはPsychopathologie de la vie quotidienne 『日常生活の精神病理学』（1901年）において、デジャヴというのは既に見た夢なのだ、とした。同著では、以前見た夢がよみがえったのだが、無意識のうちに見たものだから意識的には思い出すことができないものなのだ、とした。

### 超心理学
超心理学的な見方を好む者などでは、しばしば予知夢と関連づけて考察することがある。
だが「実際にはそうした夢すら見ていない場合が多く、別の内容である場合も多い」とする批判、また「体験するのと同時に、過去に同じ体験を夢で見たという記憶を作り上げ、その場合でも夢を見たと感じるためだ」という批判もある。

### 心理学・脳神経学など
20世紀末から、既視感は心理学や脳神経学的研究対象として注目された。しかし、実験で既視感を再現することは非常に困難であるため、実験を通しての研究法は確立していない。
これらの領域では、既視感は予知・予言ではなく、「記憶が呼び覚まされるような強い印象を与える記憶異常」と考えられている。
ほとんどのケースではその瞬間の記憶のみが強く、その記憶を体験した状況（いつ、どこで、など）についてははっきりしないことが多い。同様に時間の経過により、既視感の経験自体が落ち着かない経験として強く記憶に残り、既視感を引き起こした事象や状況の記憶はほとんど残らない。これは「短期記憶と長期記憶の重なり合いが原因」と考えられている。体験している事象は、脳の意識的に働いている部分が情報を受け取る前に記憶に蓄えられ、処理されるからである。
他の視覚に関連づけた説明もある。「片目がもう片方の目よりわずかに早く見た部分的な視覚が記憶され、ミリ秒後にもう片方の目で見た、同じ光景が強い既視感を引き起こす」というものである。しかしこの説明では、既視感のきっかけが聴覚によるものや指先によるものである場合を説明できない。また、隻眼の者も既視感を経験することが報告されており、これも説明できない。
「人間の感覚から神経を通ってきた信号が、脳内で認識し記憶される段階で、脳内で認識される作業以前に、別ルートを通り記憶として直接脳内に記憶として蓄えられ、脳が認識をした段階で、既に記憶として存在するという事実を再認識することによりおこる現象ではないか」とする説がある。
統合失調症の発病初期や側頭葉てんかんの症状として発現することも多く、かつては精神疾患や脳疾患などを原因とする「記憶異常の問題」と考えられた時期もあった。認知心理学が専門の京都大学・大学院教育学研究科教授楠見孝よれば、約7割の人が経験するほど普遍的な体験で、記憶異常現象ではなく、人の認知における「類似性認知メカニズム」の働きによって生じる現象と考えられている。例えば、場所についてのデジャビュを引き起こすのは、ごくありふれた公園、並木道、町並みなどが多いが、これらがどこも似たような類似する光景であるために、反復して経験を重ねることで記憶の重層化が引き起こされ、細部の忘却が重なって「典型的光景」が形成される。この典型的光景が、眼前の光景と類似することでデジャヴが引き起こされるという。この際、どの記憶なのかが特定できないことで不思議な気分が引き起こされる。一方、人についてのデジャヴでは、通りすがりの人物については起こらず、例えば「初対面の同級生」などのように、私的な関係の始まりにおいて起こりやすい。この際の「よく似ている」とする印象に関連付けられる人物は、長くあっていない過去の同級生や遠い親戚程度の知人である場合が多く、外観・雰囲気なども含め「漠然としたイメージ」的な、全体的な類似性に起因する。楠見は、デジャビュは「現前の光景と類似性の高い光景を長期記憶から自動的に思い出すプロセス」に関係し、「人の記憶は似ている出来事同士が強く結びついていること」や「人は、眼前の風景や人と似ているものを記憶から探し出すことに優れている」ことから生じる現象と説明した。

## 既視感を題材とした作品
- ポストの中の明日 - 藤子・F・不二雄のSF短編、主人公が明日の新聞を見る描写がある。
- マトリックス - 作中、バグ（黒猫の登場する場面）として登場する。
- 恋はデジャ・ブ（1993年のアメリカ映画）
- デジャヴ（2006年のアメリカ映画）
- 時をかける少女
- 涼宮ハルヒの憂鬱
- STEINS;GATE 線形拘束のフェノグラムおよび劇場版 STEINS;GATE 負荷領域のデジャヴ
- パノラマ島奇談 - 江戸川乱歩の中編小説。
- 空飛ぶモンティ・パイソン 第16話（第2シリーズ第3話） 「デジャヴュ」
- 共同幻想論 - 吉本隆明。「禁制論」に入眠幻覚の概念と共に紹介されている。

## 雑学
- 日常会話の中では、「新しい要素がない」ということの例えとして、否定的に使われることがある。